# Amalia Tătăran
Amalia Tătăran (n. 15 iulie 1994, Satu Mare) este o scrimeră română specializată pe spadă, laureată cu argint pe echipe la Campionatul European de Scrimă din 2013  si cu medalia de bronz la Campionatul European de la Tbilisi 2017. 
A câștigat cu echipa României medalia de aur la Jocurile Olimpice Europene de la Baku (2015).
In Aprilie 2017 devine vicecampioana continentala în proba individuală a Campionatului European de tineret (u23) de la Minsk, in timp ce la Vicenza, 2015, a obtinut un bronz la aceeași categorie.
Este multipla campioana naționala, ultimul titlu la seniori l-a obtinut in 2023, in Satu Mare.

##### Carieră profesională.
În anul 2024, Amalia Tătăran devine doctor în Știința sportului și educației fizice.

## Carieră
Tătăran a început scrima la vârsta de nouă ani la CS Satu Mare cu antrenorul Francisc Csiszar. În 2009, la numai 15 ani, la trofeul ,,Alpe Adria” - Legnano, reusește să urce pe podium la o cupă mondială de juniori. A cucerit medalia de bronz la Campionatul Mondial pentru cadeți din 2010 de la Baku. In 2011 la Klangenfurt (Austria) a obținut medalia de bronz la Campionatul European de cadeți in proba pe echipe. a  și a reprezentat România la Jocurile Olimpice de Tineret 2010, clasându-se pe locul 5.
În anul 2012 a devenit cea mai tânără membră a lotului olimpic. În același an, la vârsta de 18 ani, a cucerit Cupa României după ce a învins-o în finala pe Ana Maria Brânză. A obținut în 2013 medalia de argint la individual la Campionatul European de juniori de la Budapesta și o altă medalie de argint, de data asta pe echipe, la Campionatul European pentru seniori de la Zagreb. Pentru aceste rezultate a fost numită cea mai bună sportivă a Județului Satu Mare în 2013.A mai devenit sportiva județului Satu Mare  in 2010 si 2011.  S-a transfer la CS Dinamo București în anul 2014. 
În sezonul 2014-2015 a câștigat o medalia de bronz la Campionatul European pentru tineret (U23) de la Vicenza. În anul 2017, Amalia Tătăran a fost căpitan de echipă și a contribuit la obținerea medaliei de bronz de la Campionatul European de la Tbilisi (2017).
În anul 2020, chiar înainte de instaurarea pandemiei, Amalia Tătăran reușește să ocupe locul 8 la  Cupa Mondială de la Havana (Cuba).

### Publicații științifice
1. Tătăran, A.A., Teodorescu, S., Dințică, G. (2021). Study on the evaluation of the romanian women’s epee team at the Olympic Games. Book of Proceedings of the 10th International Congress of Physical Education, Sport and Kinetotherapy. DOI: https://doi.org/10.51267/icpesk2020bp16
2. Predoiu, R., Dințică, G., Zdanovschi, A.M., Hatuel Czuckermann, L., Predoiu A., Tătăran, A. (2022). The flow state in elite romanian fencers. Discobolul – Physical Education, Sport and Kinetotherapy Journal, 61(3):307-318. 
https://discobolulunefs.ro/media/4.September2022.pdf
3. Dințică, G., Vărzaru, C., Mănucu, E., Vasiliu, A.M., Vărzaru, D., Costache, R., Lupașcu, E., Tătăran, A., Dințică, M., Dicu, L. (2022). Ghid pentru predarea scrimei. Editura Discobolul. ISBN: 978-606-798-169-8
4. Dințică G., Vărzaru C., Mănucu E., Vasiliu A.-M., Vărzaru D. Costache R., Lupașcu E., Tătăran A., Dințică M., Dicu L. (2023) La guia para la enseñanza de la esgrima, Editura Discobolul, București. ISBN 978-606-798-200-8, 110.
5. Tătăran A., Teodorescu S., Apostu M., Baltag O. (2023). Study regarding the importance of monitoring physiological parameters in elite fencing, STUDIA UBB EDUCATIO ARTIS GYMN., LXVIII(1):13-22  DOI:10.24193/subbeag.68(1).02.
  http://studia.ubbcluj.ro/download/pdf/1492.pdf    
6. Tătăran A., Teodorescu S., Apostu M., Baltag O. (2023). The evaluation by modern means of reaction speed in elite fencing, Ovidius University Annals, Series Physical Education and Sport / SCIENCE, MOVEMENT AND HEALTH – ISSUE 2 SUPPLEMENT - Volume XXIII
https://www.analefefs.ro/en/anale-fefs/2023/i2supplement/

## Legături externe
- Prezentare Arhivat în 2 mai 2015, la Wayback Machine. la Confederația Europeană de Scrimă